# Mambo No. 5
"Mambo No. 5" är en låt framförd och skriven av Pérez Prado 1949. Låten blev känd under 1999 då den framfördes av Lou Bega som hade med den på sin debutalbum A Little Bit of Mambo. I Sverige låg covern på Sverigetopplistan i 19 veckor med första plats som bästa placering under 1999.
En svensk version spelades in av Towe Widerbergs under 1999. Den var skriven av David Lubega och finns med under titeln "Mambo nummer 5" på deras album Kysser flickor, med svensk text av Jan Janne Carlsson.
Den engelska versionen framfördes av Mickeys i Dansbandskampen 2008.